# 罗朝国
罗朝国（1556年—1621年），字维祯，号柱宇，江西南昌府新建县人。

## 生平
万历元年（1573年）癸酉科江西鄉試第二十六名举人，十一年（1583年）癸未科會試第十二名，三甲第一百五十九名进士，吏部觀政，本年授青浦（今上海市青浦县）知县。十七年行取，升为南吏部主事，十九年改北吏部，二十年調考功司，告病。二十三年補考功司主事，本年升员外郎，次年养病。二十六年（1598年）四月因事被调离职务，改任南京工部员外郎，二十七年升南礼部郎中，二十九年丁憂。三十三年（1605年）十二月起升为尚寶司卿，三十五年因丁憂离职，三十七年十二月复任尚寶司卿，三十九年改任通政司左通政，四十年九月升任提督操江右佥都御史，四十四年六月升南京工部右侍郎，仍提督操江兼署南京都察院事，四十七年十一月称病辞官。
明熹宗即位，任命他为南京刑部尚书，天啓元年（1621年）病逝，贈太子少保，荫一子罗廷璠入国子监读书，予葬祭如例。

## 家族
曾祖羅口耕；祖羅聦；父羅起，儒官。母雷氏，继母丁氏。严侍下。兄朝冠、朝望、朝服、朝光。